# Samuel Henry Butcher
Samuel Henry Butcher, född den 16 april 1850 i Dublin, död den 29 december 1910 i London, var en brittisk filolog.
Butcher var 1882-1903 professor i grekiska vid Edinburghs universitet och blev 1904 föreläsare vid Harvard-universitetet i Nordamerika. Han blev 1902 ledamot av den då nystiftade British Academy.
Butcher var från 1906 unionistisk underhusrepresentant för Cambridges universitet och deltog ofta i debatterna om irländska och universitetsfrågor. Han blev 1909 president i British Academy.
Han verkställse en prosaöversättning av Odyssén (tillsammans med Andrew Lang 1879), skrivit monografin Demosthenes (1881), What we Owe to Greece (1882), Some Aspects of the Greek genius (1891; 3:e upplagan 1904) med mera. 
Han utgav även vetenskapliga editioner av Aristoteles Poetik med översättning (1895; 3:e upplagan 1903) och Demosthenes tal (I, 1903).